# グローヴァー・ジョーンズ
グローヴァー・ジョーンズ（Grover Jones）は、アメリカ合衆国の映画監督、映画脚本家。
第5回アカデミー賞では『歓呼の涯』が原案賞にノミネートし、第8回アカデミー賞では『ベンガルの槍騎兵』が脚色賞にノミネートした。

## 作品
- 丘の羊飼い
- 海洋児
- エイブ・リンカーン
- 暗黒の命令
- 海の魂
- ロイドの牛乳屋
- 丘の一本松
- 片道切符
- ベンガルの槍騎兵
- 荒浪越えて
- 或る日曜日の午後
- 百萬圓貰ったら
- 歓呼の涯
- 空の花嫁
- 借りた人生
- 鉄壁の男
- 危険なる楽園
- トム・ソーヤの冒険
- 若き翼
- ヴァージニアン
- 巨人
- グリフィスの婚礼屋
- 姿は偽らず